# 新托莱多州
新托莱多州（西班牙語：Gobernación de Nueva Toledo）是在1529年建立的一个隶属于西班牙帝国的总督辖区，总督是迭戈·德·阿尔马格罗。在西班牙帝国征服印加帝国后，新托莱多州和新卡斯蒂利亚州瓜分了印加帝国的领土。1542年，新托莱多州被并入秘鲁总督区。